# El Lucero
El Lucero es uno de los sectores que conforman la ciudad de Cabimas en el estado Zulia (Venezuela). Pertenece a la parroquia Jorge Hernández.

## Ubicación
Se encuentra entre los sectores Monte Claro y Barlovento al norte (calles Postes Blancos y San Antonio, Los Postes Negros y Jorge Hernández al oeste (calle Oriental), El Porvenir y un área rural al sur y San Vicente al este.

## Zona Residencial
El Lucero es uno de los sectores más conocidos de Cabimas a pesar de encontrarse en el perímetro de la ciudad, la razón está en algunos de sus sitios de referencia, un ambulatorio, empresas contratistas, la línea de carros por puesto que lleva su nombre, y la sede de la inspectoría de tránsito de Cabimas donde se expiden las licencias de conducir.

## Vialidad y Transporte
La mayoría de las calles son de tierra, y el acceso es principalmente por la Av 32, la carretera M y la calle Oriental. La línea El Lucero, viene por la 32 y tiene su parada allí, la línea 32 comienza en el sector y llega siguiendo la Av 32 y luego la F y la Andrés Bello hasta el Hospital de Cabimas.

## Sitios de Referencia
- Petrograva. Empresa Contratista. Carretera M con Av 33.
- Inspectoría de Tránsito. Av 32, cerca del estadio Monte Claro.